# サーヴァ
サーヴァ（イタリア語: Sava）は、イタリア共和国プッリャ州ターラント県にある、人口約1万6000人の基礎自治体（コムーネ）。

## 地理

### 位置・広がり
ターラント県東部に位置するコムーネで、サーヴァの市街は県都ターラントから東南東へ約27km、ブリンディジから南西へ約41km、レッチェから西へ約53km、州都バーリから南東へ約98kmの距離にある。

#### 隣接コムーネ
隣接するコムーネは以下の通り。BRはブリンディジ県所属。
- フランカヴィッラ・フォンターナ (BR) - 北
- マンドゥーリア - 東
- マルッジョ - 南
- トッリチェッラ - 南西
- リッツァーノ - 西
- フラガニャーノ - 北西
- サン・マルツァーノ・ディ・サン・ジュゼッペ - 北西

## 行政

### 分離集落
サーヴァには、以下の分離集落（フラツィオーネ）がある。
- Contrada Pasàno, Contrada Trullo Lungo, Contrada Archignano-Torre-Papòi